# Five Graves to Cairo
 Five Graves to Cairo és una pel·lícula estatunidenca dirigida per Billy Wilder, estrenada el 1943.

## Argument
Durant la Segona Guerra Mundial, el juny de 1942, l'exèrcit britànic es retira del Nord de l'Àfrica davant de l'avenç victoriós de Rommel, deixant un únic home darrere de les seves línies, al desert entre Líbia i Egipte. John Bramle, únic supervivent de l'equip d'un tanc capturat pels alemanys, busca refugi en un remot hotel perdut en ple desert...

## Repartiment
- Franchot Tone: el caporal John J. Bramble/ Davos
- Anne Baxter: Mosca
- Akim Tamiroff: Farid
- Erich von Stroheim: Erwin Rommel
- Peter van Eyck: el tinent Schwegler
- Fortunio Bonanova: el general Sebastiano

I, entre els actors que no surten als crèdits:
- Philip Ahlm: el segon soldat
- Kenneth Anspach: un soldat alemany
- Roger Creed: el quart soldat
- Leslie Denison: el capità britànic
- Miles Mander: el coronel Fitzhume

## Crítica
Hàbil intriga bèl·lica filmada amb agilitat, pols ferm i prou brots de genialitat en aquest atípic desenvolupament per considerar el seu director un espavilat principiant

## Nominacions
1944 
- Oscar a la millor direcció artística per Hans Dreier, Ernst Fegté i Bertram C. Granger
- Oscar a la millor fotografia per John F. Seitz
- Oscar al millor muntatge per Doane Harrison